# 藤原多美子
藤原 多美子（ふじわら の たみこ、生年不明 - 仁和2年10月29日（886年11月28日））は、平安時代中期の女官。清和天皇の女御。父は右大臣・藤原良相。

貞観5年（863年）に無位から従四位下に叙される。翌貞観6年（864年）正月27日に詔によって清和天皇の女御となる。同年8月に従三位、貞観9年（867年）には正三位、元慶元年（877年）従二位に叙された。元慶7年（883年）にはさらに正二位に昇叙されるが、仁和2年（886年）10月に俄かに熱を発して薨去。
清和天皇の薨後、天皇の残した手紙類を漉いて作った料紙で大乗経を写し供養したエピソードで知られる。（十訓抄)